# Volcán Lautaro
El volcán Lautaro es un volcán activo cubierto de hielo localizado en el Campo de Hielo Patagónico Sur, en la Patagonia chilena. Su cumbre se yergue más de mil metros por sobre la planicie de hielo del campo de hielo. Es la montaña más alta del parque nacional Bernardo O'Higgins. Se ubica aledaño al glaciar Pío XI. La montaña fue nombrada en 1952 en honor a Lautaro, cacique mapuche del siglo XVI. 

## Geomorfología
El volcán Lautaro se encuentra dentro del Campo de Hielo Patagónico Sur y es la cumbre más alta de su área. El mal tiempo y su ubicación remota hacen que el volcán sea difícil de acceder. La existencia de un volcán en el Lautaro fue reconocida en 1879, pero fue identificado como Lautaro recién en 1961.El volcán recibió su nombre en 1952; originalmente se lo llamó "volcán de Los Gigantes" y a veces se lo confunde con el vecino monte Fitz Roy, que no es un volcán.

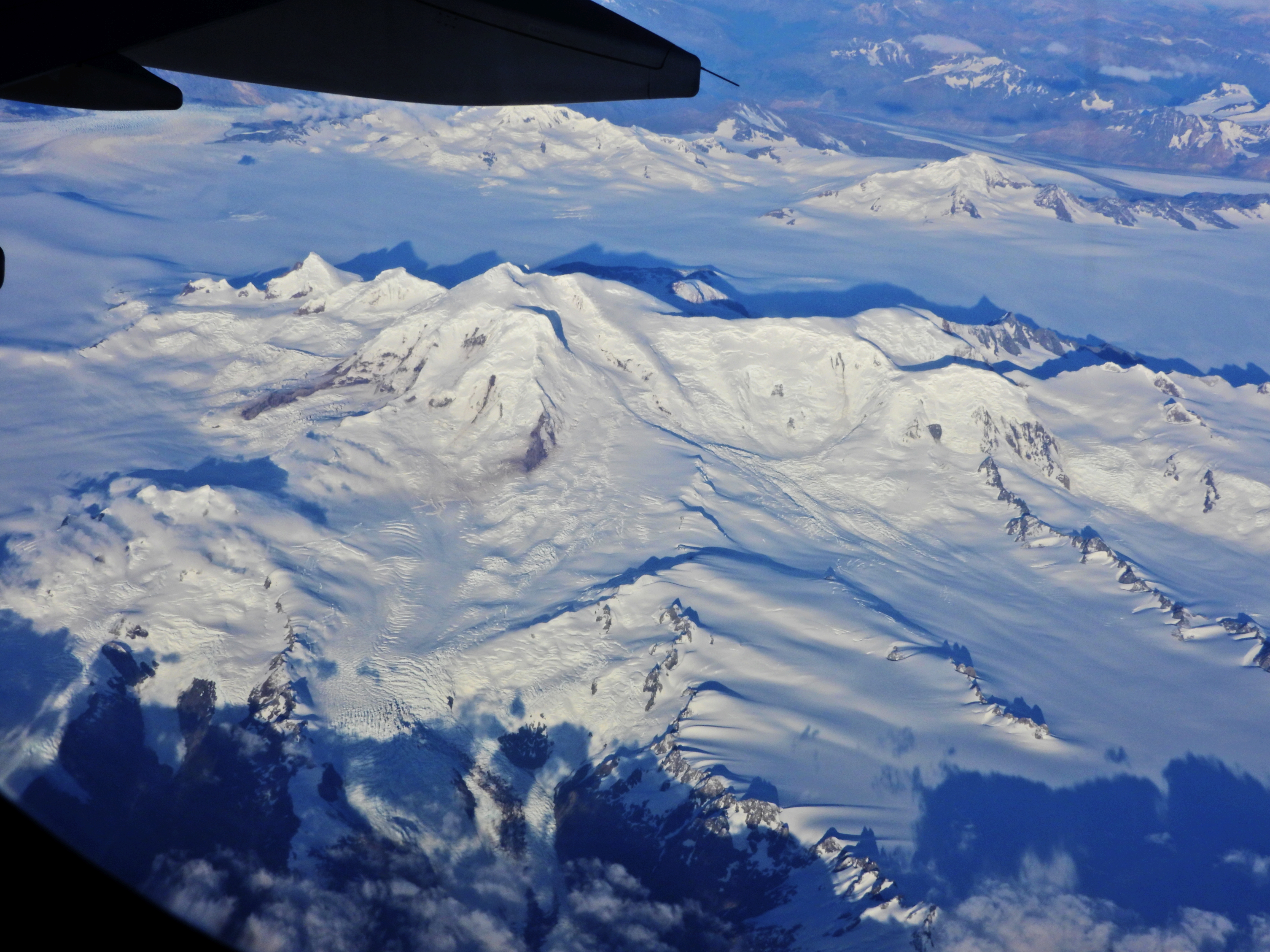
Volcán Lautaro, vista al noreste.

El Lautaro es un estratovolcán cubierto de glaciares. Se eleva unos 2400 m sobre el hielo circundante y presenta rastros de erosión glaciar. El edificio volcánico cubre un área de unos 150 kilómetros cuadrados y aproximadamente el 90% está cubierto de hielo. Tiene un respiradero en el lado occidental y dos cráteres volcánicos justo al norte de la cumbre, uno de los cuales tiene 1 km de ancho. El glaciar Lautaro desciende por la ladera occidental, mientras que el campo de hielo en el pie oriental está drenado por el glaciar O'Higgins.
El Lautaro es parte de la Zona Volcánica Austral, un cinturón de volcanes en el extremo más austral de América del Sur que incluye seis volcanes: de norte a sur, Lautaro, Viedma, Aguilera, Reclus, Monte Burney y Fueguino. Estos volcanes no son muy altos, rara vez superan los 3000 m. Con excepción del último, todos son estratovolcanes con glaciares y evidencia de actividad en el Holoceno; el Lautaro entró en erupción en 1959. La actividad en la Zona Volcánica Austral ha dado como resultado la deposición generalizada de tefra en el extremo sur de Sudamérica. Todos ellos han erupcionado exclusivamente andesita o dacita; los basaltos o la andesita basáltica están ausentes en contraste con la Zona Volcánica Austral más al norte. Estas rocas en el caso de la Zona Volcánica Austral son todas de carácter adakítico, pero no parece haber una razón unificadora para esta química entre los diversos volcanes.

## Ascensos
El primer ascenso
fue realizado por Pedro Skvarca y Luciano Pera de la Expedición Argentino-eslovena, el 29 de enero de 1964. Escalaron por la arista sureste. Debieron sortear muchas grietas, escalones de hielo, cornisas y un hongo de hielo en la cumbre. Encontraron un cráter activo con una fuerte emisión sulfurosa cerca de la cumbre. El segundo ascenso fue llevado a cabo por Eric Jones, Mick Coffey, y Leo Dickinson el 2 de marzo de 1973, como parte del cruce de campos de hielo.